# 経済地理学
経済地理学（けいざいちりがく、英: economic geography）は、経済諸活動の分布や空間的差異、空間的相互作用を対象とする学問分野である。経済学と地理学の両方に関連し、両方からのアプローチがある。農業・製造業・商業・金融業・観光業など諸産業の立地や集積の形成、財の流通・分配における空間的流動、消費局面における空間的差異などが、おもな研究課題となるが、これに対するアプローチには多様なものがある。

## 概説
経済地理学が対象とする、経済諸活動の分布や空間的差異の記述は、かつては人文地理学の一分野として取り組まれていたが、近代科学の登場とともに、記述から説明が学問の主要な原理に取って代わると、このような経済現象の空間的差異を、経済学の論理を用いて説明する試みが行われはじめ、経済学の一分野としての経済地理学が成立した。
現在でも、経済地理学においては、経済活動の地誌学的記述に比重を置く伝統的なアプローチと、立地論など抽象性の高い理論に比重を置く理論的アプローチが常に並存している。一般的にいって、前者の記述的立場は人文地理学を背景とした経済地理学者に多く、後者の理論的立場は経済学を背景とした経済地理学者に多い。
日本では、1954年に経済地理学会が設立された。

## 経済学としての経済地理学
19世紀に、ドイツのヨハン・ハインリヒ・フォン・チューネンは、中心に1点の需要地がある以外に全く均質な農業生産空間を前提し、そこに、距離という空間の要素をとりいれたとき、いかなる土地利用の不均質性ができるか説明する論理を構築することに成功した。20世紀に入り、やはりドイツのヴァルター・クリスタラーは、人口が全く均質に分布する需要空間を前提として、財の到達範囲と呼ぶ消費者行動の距離的限界から、多様な種類の財の配給拠点から少ない種類の拠点に至る、中心地の階層体系が成立することを論証した中心地理論を提起した。
これらの、今日では古典となっている立地論研究により、当初前提された均質な空間のうえに経済活動によって不均質な空間が成立することを説明する、という斯学の課題が明確になり、経済地理学は経済学の一分野としての地位を確立した。
戦後、ドイツを中心とした経済地理学の伝統は米国に移り、ウォルター・アイザードが、これまでの立地論や地域経済論を総合して、近代経済学の立場から経済の空間適差異を説明する論理を構築した。また、1990年代以降、米国の経済学者ポール・クルーグマンらが、国際貿易理論から展開して、収穫逓増を前提し数理的な手法で特定地域への集積を説明する理論を構築し、それを「新経済地理学」と称した。
また、同じ米国では、マルクス経済学の流れにたつ経済地理学では、もともと人文地理学出身ではあるが、マルクス経済学の徹底した修得を果たしたデヴィッド・ハーヴェイや、制度派経済学までふくむ透徹した経済学理解を獲得したアレン・J・スコットらを中心に、マルクス経済学を空間的に展開する新たな理論的試みが1970年代後半から展開し、これらはその後、批判地理学という大きな流れに成長していった。これには、海外の人文地理学者も加わっており、経済地理学の中に文化的要素を取り入れて「経済地理学の文化論的転回」を図り、社会学のカルチュラルスタディーズとの学術的交流による空間論の建設的な止揚へとつながっている。

## 関係する分野
- 産業地理学
  - 農業地理学 - 漁業地理学
  - 工業地理学 - 鉱業地理学
  - 商業地理学 - 流通地理学 - 観光地理学 - 交通地理学
- 消費地理学
- 経済立地論
  - 農業立地論
  - 工業立地論
  - 商業立地論
- 地経学

## 関連文献
- 松原宏『新経済地理学概論』原書房、2022年。
- 伊藤達也・小田宏信・加藤幸治　編著『経済地理学への招待』ミネルヴァ書房、2020年。
- 中澤高志『経済地理学とは何か　批判的立地論入門』旬報社、2021年。
- 山本健兒『経済地理学入門　地域の経済発展』原書房、2005年。